# Joseph Theuns
Jos Theuns (Anversa, 8 settembre 1931 – Anversa, 31 dicembre 1992) è stato un ciclista su strada belga.
Professionista dal 1952 al 1960, ottenne quattro vittorie tra i professionisti (la Ronde Meuse Ardenne, il Giro di Tempse e il Giro di Melsele  nel 1955, e la Omloop van Oost-Vlaanderen nel 1958).

## Palmarès
- 1955

Ronde Meuse Ardenne
Giro di Tempse
Giro di Melsele
- 1958

Omloop van Oost-Vlaanderen

## Piazzamenti

### Grandi giri
- Tour de France

1955: 27°
1956: 46°

### Classiche monumento
- Milano-Sanremo

1959: 35º
- Giro delle Fiandre

1959: 28º
- Liegi-Bastogne-Liegi

1955: 29°
1957: 10°
1958: 3º

### Competizioni mondiali
- Campionati del mondo

1955 - In linea: 28º